# Onthophagus mexicanus
Onthophagus mexicanus är en skalbaggsart som beskrevs av Bates 1887. Onthophagus mexicanus ingår i släktet Onthophagus och familjen bladhorningar. Inga underarter finns listade i Catalogue of Life.